# János Simon
János Simon (nacido el 1 de marzo de 1929 en Budapest, Hungría y muerto el 31 de octubre de 2010) fue un jugador húngaro de baloncesto. Consiguió 2 medallas en competiciones internacionales con Hungría. 